# Chiara Iezzi
Chiara Teresa Iezzi (née à Milan le 27 février 1973) est une actrice, chanteuse et musicienne italienne. Elle a fait partie du duo Paola & Chiara jusqu'en 2013, lorsqu'elle a décidé de se consacrer à la comédie.

## Biographie

### Chanteuse
Après des débuts dans des groupes de jazz et de funk, elle fonde en 1996 le duo Paola & Chiara avec sa sœur Paola Iezzi signant un contrat avec Sony Music Italie. Le duo a participé au Festival de Sanremo à 3 reprises (1997, 1998, 2005).
En 2000, ils sortent le single Vamos a bailar (Esta vida nueva) remportant un disque de platine et obtenant un succès international avec l'album Television.
En 2007, Chiara Iezzi sort son premier EP en tant que chanteuse solo, Nothing at All l'un des singles les plus vendus en Italie en 2007. En 2013, elle sort l'Ep L'Universo.
En décembre 2013, elle sort une reprise de la chanson Hallelujah de Leonard Cohen et en 2015, elle participe comme candidate à la troisième édition de The Voice of Italy ..

### Actrice
Chiara Iezzi commence à fréquenter une école de théâtre pendant son temps libre alors qu'elle est diplômée créatrice de mode. Elle participe à quelques clips vidéo. En 2010, elle collabore à la bande originale Maledimiele, un film réalisé par Marco Pozzi, chantant le thème principal L'altra parte di me (L'autre côté de moi). La chanson remporte le prix Roma Videoclip.
En 2011, elle commence à étudier le théâtre et en 2014 elle est au casting de Under the Series (2014) d'Ivan Silvestrini, dans le rôle de Tea ; le dernier des dix épisodes a été présenté au Festival international du film de Venise, au Rome Fiction Fest et au Roma Web Fest.
En 2015, elle participe à la deuxième saison d'Alex and Co dans le rôle de Victoria Williams. Elle a participé à Il ragazzo della Giudecca et rejoint le casting du film de Louis Nero The Broken Key, dans le rôle d'Esther.
En 2016, elle est choisie par Prada pour le mini-film de mode The Hour of the Wolf (L'heure du loup) pour la campagne de lunetterie Prada Journal III.
En février 2014 elle fonde sa propre société: Licantro Bros Film.

## Discographie

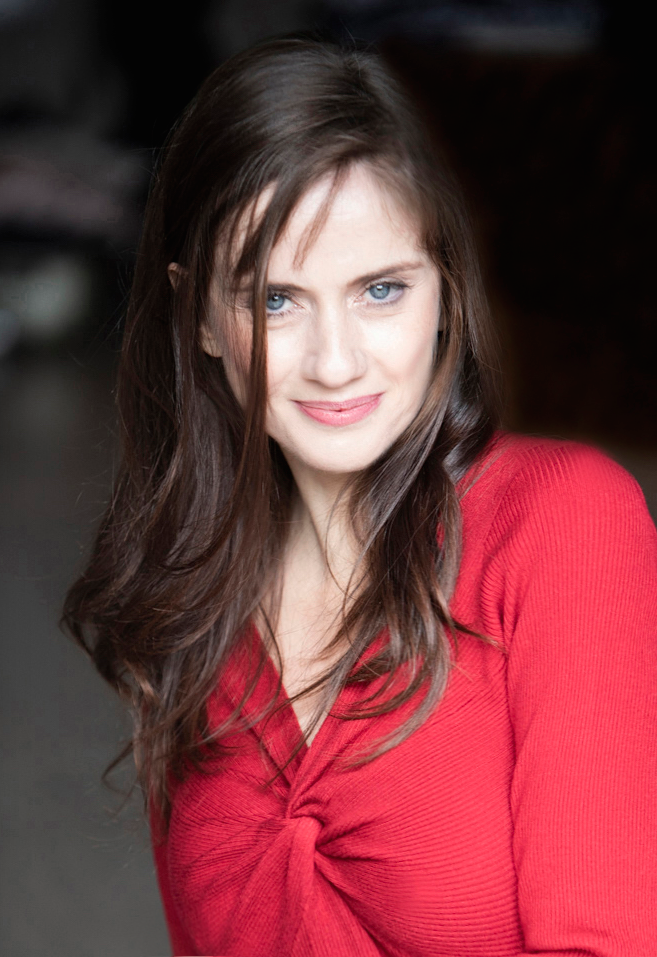
Chiara Iezzi en 2018

### Singles
| Année | Nom                           |
| 2006  | Nothing at All (Rien du tout) |
| 2013  | L'universo (avec RK)          |
| 2013  | Alléluia                      |
| 2014  | Sabbia e nuvole (avec RK)     |

### Vidéos musicales
| Année | Nom                             | Réalisateur         |
| 2006  | Nothing at All                  | Maki Gherzi         |
| 2013  | L'universo (featuring R.K)      | Alessandro Ricardi  |
| 2013  | Hallelujah                      | Massimilio Pelucchi |
| 2014  | Sabbia e nuvole (featuring R.K) | Alessandro Ricardi  |

## Filmographie

### Cinéma
| Année | Nom                       | Réalisateur      | Rôle        |
| 2016  | Il ragazzo della Giudecca | Alfonso Bergamo  | Anna        |
| 2017  | The Broken Key            | Louis Negro      | Esther Star |
| 2018  | Loro                      | Paolo Sorrentino | Orateur     |

### Télévision
| Année | Nom                    | Canal           | Rôle              | Remarques                        |
| 1994  | Buona Domenica         | Canale 5        |                   | programme télé                   |
| 1998  | So 90's                | MTV             |                   | programme télé                   |
| 1999  | Génération de la tribu | Italia 1        |                   | programme télé                   |
| 2007  | A letto con Chiara     | Boîte à musique |                   | programme télé                   |
| 2008  | Sensualità a corte     | Mediaset        | Patrizia          | Croquis de comédie, épisode 4x01 |
| 2010  | I soliti idioti        | MTV             |                   | Sitcom, épisode 2x04             |
| 2013  | I migliori anni        | Rai 1           |                   | Concurrent                       |
| 2015  | La voix de l'Italie 3  | Rai 2           |                   | Concurrent                       |
| 2015  | Alex & Co.             | chaine Disney   | Victoria Williams |                                  |

### Web Séries
| Année | Titre              | Réalisateur      |
| 2014  | Under – The Series | Ivan Silvestrini |